# Петросул
Петро́сул — одна з вершин Українських Карпат, у північно-західній частині масиву Чорногора, в межах Рахівського району Закарпатської області. Розташована неподалік (на північ) від вершини Петрос.
Висота 1855 м. Має асиметричну форму: південно-західний схил слабогорбований, пологий, північно-східний — урвистий, обривається уступом заввишки 50 м. Складається з пісковиків. Переважають петрофіти. Південно-західні схили вкриті сфагново-рододендроновими та різнотравно-чорничниковими угрупованнями.
Через Петросул проходить маршрут виходу на Петрос із селища Ясіня.

## Фотографії

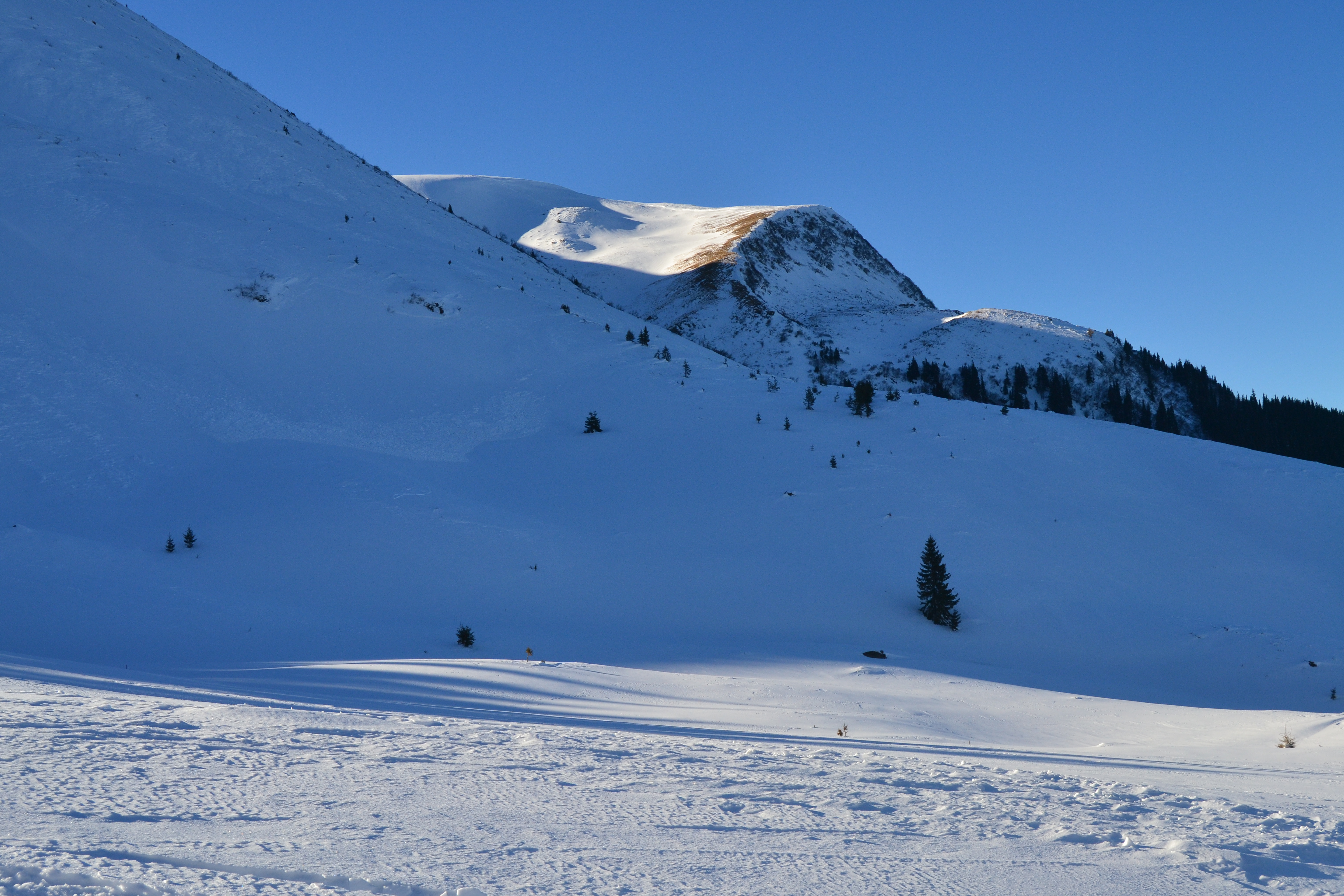
Вид на гору з пол. Головчеська
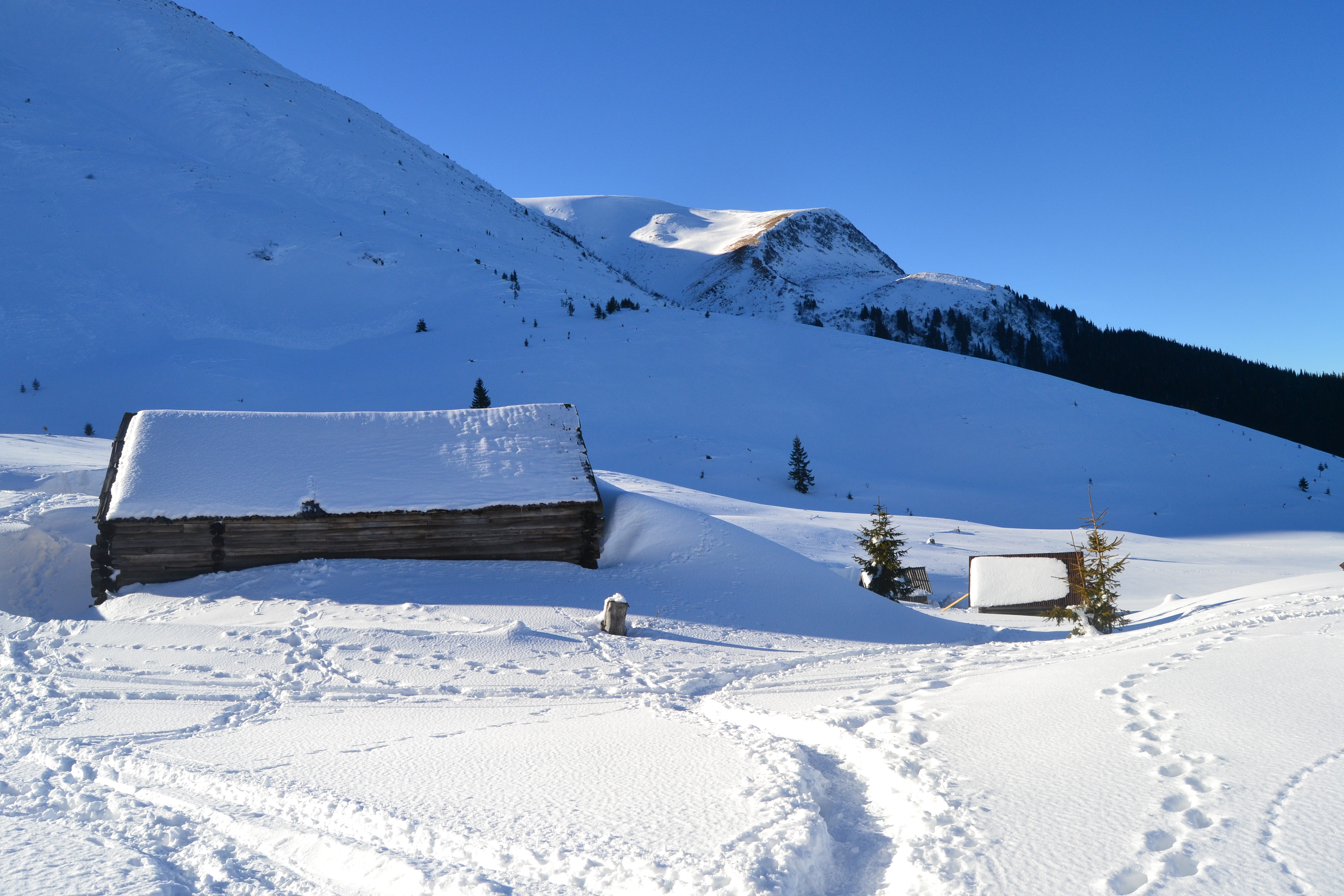